# Сингтај
Сингтај (Xíngtái) град је у Кини у покрајини Хебеј. Према процени из 2009. у граду је живело 717.668 становника.

## Становништво
Према процени, у граду је 2009. живело 717.668 становника.
| 1990.   | 2000.   | 2009    |
| ------- | ------- | ------- |
| 300.398 | 489.867 | 717.668 |